# امامزاده شاه محمد تقی
 امامزاده شاه محمد تقی  واقع در شهر بندرعباس در بخش مرکزی از توابع شهرستان بندرعباس در استان هرمزگان و یکی از نقاط دیدنی استان هرمزگان در جنوب ایران است.
این امامزاده مورد توجه بسیاری از مردم قرار دارد به حدی که در گذشته زواری که از پاکستان و بنگلادش به زیارت حرم علی بن موسی‌الرضا در مشهد می‌رفتند ابتدا به زیارت این محل می‌آمدند.

## زندگینامه
بر طبق تحقیقات مراکز نسب شناسی قم ایشان از نوادگان حسن بن علی است که در قرن نهم- دهم هجری قمری می‌زیسته و از لار به بندرعباس مهاجرت کرده و در سال ۱۰۴۲ هجری قمری فوت کرده است.
شجره‌نامه کامل امامزاده شاه محمدتقی (بندرعباس) به شرح زیر است:
ابوالفضل محمد تقی زکی الدین بن ابی المکارم عبد الرضا رضی الدین بن حیدر شجاع الدین بن عطاء الله بن خلیل الله بن شاه حسین جمال الدین بن ابی المیمامین فخرالدین (متوفای اواخر قرن نهم هجری) بن شاه حسن بن یوسف بن حبیب الله نظام الدین بن یوسف امین الدین بن شاه حسن فخرالدین (متولی اوقاف و نقیب سادات فارس، متوفای 770 هـ ق) بن یحیی (نقیب سادات فارس و متولی اوقاف) بن ابی المیامین حسن بن سید ابی الحسن احمد بن ابی المیامین حسن بن ابی المحاسن حسین بن ابی المعالی ابراهیم قوام الدین بن ابی منصور اسماعیل قوام الدین بن ابی المعالی جعفر شرف الدین بن ابی عبدالله حسین بن ابی جعفر محمد بن ابی الحسین زید الاسود بن ابی عبدالله حسین بن ابی حسین زید الاسود بن ابی اسماعیل ابراهیم بن ابی عبدالله محمد بن قاسم الرسی بن ابراهیم طباطبا بن اسماعیل الدیباج بن ابراهیم الغمر بن حسن المثنی بن حسن بن علی بن ابیطالب
امامزاده شاه محمدتقی یک فرزند به نام محمد تقی فیض الله داشته که بدون فرزند بوده است.
تاریخ تولد و وفات محمدتقی فیض الله در منابع مذکور ثبت نشده است.

## منبع
- زنده‌دل، دستیاران، حسن. (مجموعه کتاب‌های راهنمای جامع ایرانگردی استان هرمزگان) ج۱. چاپ و انتشار سال ۱۹۹۸ میلادی.

- تحفه الأزهار، ج،1 ص272؛ روض المعطار، ج،4 ص.48